# بار و بنه

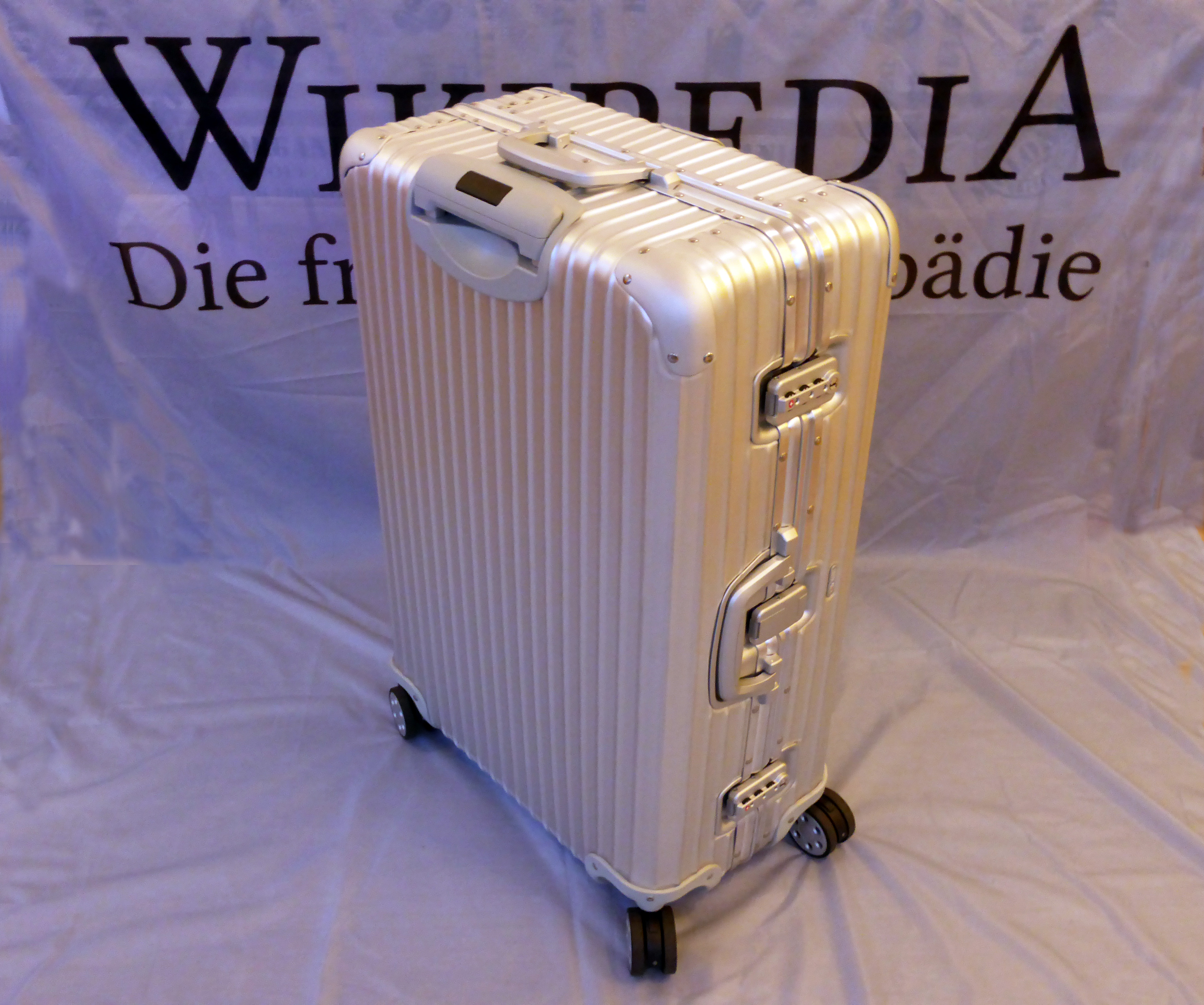
یک صندوقچه

بار و بنه (انگلیسی: Baggage) شامل کیف‌ها، چمدان‌ها و صندوق‌هایی می‌شود که اشیای مسافران را در حین ترابری با خود حمل می‌کنند. 